# Gingivaextension
Gingivaextension (lat. Gingiva Zahnfleisch; extensio, Ausdehnung) ist eine Behandlungsmethode in der Zahnmedizin zur Verbreiterung der keratinisierten (befestigten) Gingiva. Sie wird im Vorfeld der Eingliederung von Zahnersatz (Präprothetik), bei der Versorgung von Zahnimplantaten und bei durch Zahnfleischrückgang (Gingivarezession) geschädigten Zähnen durchgeführt.

## Vestibulumplastik
Früher bezeichnete man diese Methoden als Vestibulumplastiken. Obwohl operationstechnisch die gleichen Methoden angewandt werden können, untergliederte man später nach dem Zweck in
- Vestibulumplastik (z. B. präprothetisch bei zahnlosem Kiefer mit dem Ziel eines besseren Prothesenhaltes) und
- Gingivaextension (mit dem Ziel des Zahnerhaltes oder der ästhetischen Verbesserung im sichtbaren Bereich von Zähnen oder Implantaten).

Es entwickelten sich zwei grundsätzlich verschiedene Verfahren:
1. mit lippenwärts gestieltem Lappen (labial gestielt) nach Clark
2. mit am Zahnfleischrand gestieltem Lappen (marginal gestielt) nach Edlan und Mejchar.

## Freies Gaumenschleimhauttransplantat
Beide Verfahren wurden weiterentwickelt. Aus der Clarkschen Vestibulumplastik entwickelte sich die Gingivaextensionsoperation mit freiem Gaumenschleimhauttransplantat (FST). Dabei wird zunächst eine Inzision entlang der mukogingivalen Grenze durchgeführt. Auf einen apikale Entlastungsschnitt wird inzwischen verzichtet. Es wird ein Mukosalappen unter Schonung des Periosts präpariert (Spaltlappen), der nach apikal verschoben. Passend zur so geschaffenen Empfängerregion (Tranplantatbett) wird an der Entnahmestelle am Gaumen ein Transplantat entnommen und im Transplantatbett vernäht oder verklebt. Untersuchungen an sehr dünnen, dünnen, mittleren und dicken Transplantaten ergaben, dass dünne Transplantate eher schrumpfen aber besser anwachsen. Dicke hingegen wachsen schlecht an und schrumpfen wenig. Die optimale Dicke wurde mit 0,75 mm ermittelt, die das Mörmann-Mukotom bei maschineller Entnahme realisiert. Früher verwendete Verbände wurden in wissenschaftlichen Arbeiten als mechanische Störfaktoren und Schmutzreservoire dargestellt, so dass man statt des Verbandes postoperativ eher zur Chlorhexidinspülung greift. Es werden eher kleine Bereiche mit einer Operation erfasst. Der zu erwartende Operationserfolg ist bei regelrechte Durchführung sehr sicher. Kosmetisch ist das Verfahren allerdings nicht immer ganz befriedigend.

## Modifikation nach Schmid und Mörmann
Beim Edlan-Verfahren, welches im Original hohes operatives Können voraussetzt, wurde durch die Modifikation von Schmid und Mörmann ein praktikables Verfahren – mit ebenso sicherer Erfolgserwartung – geschaffen. Vorteilhaft ist dabei die Möglichkeit, breite Rezessionsbereiche mit einem Mal zu erfassen. Kritiker monieren den fehlenden Keratinisationsgrad des neu geschaffenen angewachsenen Gingivaareals.
Siehe auch: Zahnhalteapparat